# Nicole Huber
Nicole Elizabeth Huber Vera (n. Asunción, Paraguay, 2 de julio de 1990) es una modelo, y reina de belleza paraguaya quien ganó el título de Miss Mundo Paraguay 2011 y representó a Paraguay en el Miss Mundo 2011 realizado en Londres, Inglaterra el 6 de noviembre del mismo año quedando en la posición 16, también representó a su país en el Miss Tierra 2011, el cual se llevó a cabo en la ciudad capital de Filipinas, Manila, también quedando en el Top 16 en este concurso.
En el año 2012 participó del reality show Baila Conmigo Paraguay también en ese mismo año Huber decide participar de vuelta en el Miss Paraguay 2012 ganando el título de Miss Internacional Paraguay y participó en el Miss Internacional 2012, el cual se llevó a cabo en Okinawa, Japón y terminó como 4.ª finalista. Actualmente se encuentra en los Estados Unidos formándose como actriz de cine y teatro.